# Lijst van voetbalinterlands Indonesië - Zuid-Korea
Deze lijst van voetbalinterlands is een overzicht van alle officiële voetbalwedstrijden tussen de nationale teams van Indonesië en Zuid-Korea. De landen speelden tot op heden 51 keer tegen elkaar. De eerste ontmoeting, een vriendschappelijke wedstrijd, werd gespeeld in Singapore op 18 april 1953. De laatste confrontatie, een groepswedstrijd tijdens de Azië Cup 2007, vond plaats op 18 juli 2007 in Jakarta.

## Wedstrijden
| №  | Plaats       | Datum             | Competitie                 | Wedstrijd              | Uitslag |
| -- | ------------ | ----------------- | -------------------------- | ---------------------- | ------- |
| 1  | Singapore    | 18 april 1953     | Vriendschappelijk          | Zuid-Korea − Indonesië | 3 − 1   |
| 2  | Kuala Lumpur | 6 augustus 1960   | Vriendschappelijk          | Zuid-Korea − Indonesië | 2 − 0   |
| 3  | Kuala Lumpur | 10 augustus 1961  | Vriendschappelijk          | Indonesië − Zuid-Korea | 1 − 1   |
| 4  | Kuala Lumpur | 17 september 1962 | Vriendschappelijk          | Zuid-Korea − Indonesië | 0 − 3   |
| 5  | Taipei       | 29 juli 1967      | Azië Cup 1968 kwalificatie | Zuid-Korea − Indonesië | 1 − 1   |
| 6  | Kuala Lumpur | 11 augustus 1967  | Vriendschappelijk          | Zuid-Korea − Indonesië | 3 − 1   |
| 7  | Kuala Lumpur | 16 augustus 1968  | Vriendschappelijk          | Zuid-Korea − Indonesië | 2 − 4   |
| 8  | Kuala Lumpur | 30 oktober 1969   | Vriendschappelijk          | Zuid-Korea − Indonesië | 0 − 3   |
| 9  | Bangkok      | 28 november 1969  | Vriendschappelijk          | Zuid-Korea − Indonesië | 1 − 0   |
| 10 | Kuala Lumpur | 6 augustus 1970   | Vriendschappelijk          | Zuid-Korea − Indonesië | 2 − 1   |
| 11 | Bangkok      | 13 december 1970  | Aziatische Spelen 1970     | Zuid-Korea − Indonesië | 0 − 0   |
| 12 | Seoel        | 11 mei 1971       | Vriendschappelijk          | Zuid-Korea − Indonesië | 3 − 0   |
| 13 | Bangkok      | 12 november 1971  | Vriendschappelijk          | Zuid-Korea − Indonesië | 0 − 0   |
| 14 | Jakarta      | 20 juni 1972      | Vriendschappelijk          | Indonesië − Zuid-Korea | 5 − 2   |
| 15 | Kuala Lumpur | 27 juli 1972      | Vriendschappelijk          | Zuid-Korea − Indonesië | 2 − 0   |
| 16 | Bangkok      | 22 november 1972  | Vriendschappelijk          | Indonesië − Zuid-Korea | 1 − 1   |
| 17 | Seoel        | 24 september 1973 | Vriendschappelijk          | Zuid-Korea − Indonesië | 3 − 1   |
| 18 | Seoel        | 20 mei 1974       | Vriendschappelijk          | Zuid-Korea − Indonesië | 7 − 1   |
| 19 | Kuala Lumpur | 26 juli 1974      | Vriendschappelijk          | Zuid-Korea − Indonesië | 0 − 0   |
| 20 | Bangkok      | 11 december 1974  | Vriendschappelijk          | Zuid-Korea − Indonesië | 4 − 0   |
| 21 | Hongkong     | 25 december 1974  | Vriendschappelijk          | Zuid-Korea − Indonesië | 3 − 1   |
| 22 | Bangkok      | 22 maart 1975     | Azië Cup 1976 kwalificatie | Zuid-Korea − Indonesië | 1 − 0   |
| 23 | Jakarta      | 18 juni 1975      | Vriendschappelijk          | Indonesië − Zuid-Korea | 3 − 2   |
| 24 | Kuala Lumpur | 31 juli 1975      | Vriendschappelijk          | Zuid-Korea − Indonesië | 5 − 1   |
| 25 | Bangkok      | 27 december 1975  | Vriendschappelijk          | Zuid-Korea − Indonesië | 2 − 0   |
| 26 | Kuala Lumpur | 10 augustus 1976  | Vriendschappelijk          | Zuid-Korea − Indonesië | 2 − 0   |
| 27 | Kuala Lumpur | 22 juli 1977      | Vriendschappelijk          | Zuid-Korea − Indonesië | 5 − 0   |
| 28 | Bangkok      | 1 november 1977   | Vriendschappelijk          | Indonesië − Zuid-Korea | 0 − 3   |
| 29 | Jakarta      | 16 juni 1978      | Vriendschappelijk          | Indonesië − Zuid-Korea | 1 − 1   |
| 30 | Jakarta      | 23 juni 1978      | Vriendschappelijk          | Indonesië − Zuid-Korea | 1 − 3   |
| 31 | Kuala Lumpur | 24 juli 1978      | Vriendschappelijk          | Zuid-Korea − Indonesië | 2 − 0   |
| 32 | Chuncheon    | 25 augustus 1980  | Vriendschappelijk          | Zuid-Korea − Indonesië | 3 − 0   |
| 33 | Seoel        | 2 september 1980  | Vriendschappelijk          | Zuid-Korea − Indonesië | 2 − 0   |
| 34 | Kuala Lumpur | 16 oktober 1980   | Vriendschappelijk          | Zuid-Korea − Indonesië | 1 − 0   |
| 35 | Bangkok      | 15 november 1980  | Vriendschappelijk          | Zuid-Korea − Indonesië | 3 − 0   |
| 36 | Bangkok      | 8 mei 1982        | Vriendschappelijk          | Zuid-Korea − Indonesië | 1 − 0   |
| 37 | Bangkok      | 10 mei 1982       | Vriendschappelijk          | Zuid-Korea − Indonesië | 2 − 0   |
| 38 | Seoel        | 7 juni 1982       | Vriendschappelijk          | Zuid-Korea − Indonesië | 3 − 0   |
| 39 | Kuala Lumpur | 8 augustus 1982   | Vriendschappelijk          | Zuid-Korea − Indonesië | 4 − 0   |
| 40 | Singapore    | 13 oktober 1982   | Vriendschappelijk          | Zuid-Korea − Indonesië | 1 − 0   |
| 41 | Jeonju       | 12 juni 1983      | Vriendschappelijk          | Zuid-Korea − Indonesië | 3 − 0   |
| 42 | Seoel        | 21 juli 1985      | WK 1986 kwalificatie       | Zuid-Korea − Indonesië | 2 − 0   |
| 43 | Jakarta      | 30 juli 1985      | WK 1986 kwalificatie       | Indonesië − Zuid-Korea | 1 − 4   |
| 44 | Seoel        | 3 oktober 1986    | Aziatische Spelen 1986     | Indonesië − Zuid-Korea | 0 − 4   |
| 45 | Jakarta      | 22 juni 1988      | Azië Cup 1988 kwalificatie | Indonesië − Zuid-Korea | 0 − 4   |
| 46 | Seoel        | 9 juni 1991       | Vriendschappelijk          | Zuid-Korea − Indonesië | 3 − 0   |
| 47 | Jakarta      | 10 augustus 1992  | Vriendschappelijk          | Zuid-Korea − Indonesië | 1 − 0   |
| 48 | Kuala Lumpur | 8 februari 1993   | Vriendschappelijk          | Zuid-Korea − Indonesië | 5 − 0   |
| 49 | Abu Dhabi    | 7 december 1996   | Azië Cup 1996              | Zuid-Korea − Indonesië | 4 − 2   |
| 50 | Tripoli      | 19 oktober 2000   | Azië Cup 2000              | Zuid-Korea − Indonesië | 3 − 0   |
| 51 | Jakarta      | 18 juli 2007      | Azië Cup 2007              | Indonesië − Zuid-Korea | 0 − 1   |

## Samenvatting
| Competitie            | Totaal gespeeld | Winst Indonesië | Gelijk | Winst Zuid-Korea | Doelsaldo Indonesië – Zuid-Korea |
| --------------------- | --------------- | --------------- | ------ | ---------------- | -------------------------------- |
| WK-kwalificatie       | 2               | 0               | 0      | 2                | 1 − 6                            |
| Azië Cup              | 3               | 0               | 0      | 3                | 2 − 8                            |
| Azië Cup-kwalificatie | 3               | 0               | 1      | 2                | 1 − 6                            |
| Aziatische Spelen     | 2               | 0               | 1      | 1                | 0 − 4                            |
| Vriendschappelijk     | 41              | 5               | 5      | 31               | 29 − 96                          |
| Totaal                | 51              | 5               | 7      | 39               | 33 − 120                         |

PSSI · 
Indonesisch vrouwenelftal
WK 1938
OS 1956
Afghanistan ·
Andorra ·
Argentinië ·
Australië ·
Bahrein ·
Bangladesh ·
Bhutan ·
Bosnië en Herzegovina ·
Brunei ·
Bulgarije ·
Burundi ·
Cambodja ·
Canada ·
China ·
Cuba ·
Curaçao ·
DDR ·
Denemarken ·
Dominicaanse Republiek ·
Egypte ·
Estland ·
Fiji ·
Filipijnen ·
Ghana ·
Guinee ·
Guyana ·
Hongarije ·
Hongkong ·
India ·
Irak ·
Iran ·
Jamaica ·
Japan ·
Jemen ·
Joegoslavië ·
Jordanië ·
Kameroen ·
Kenia ·
Kirgizië ·
Koeweit ·
Kroatië ·
Laos ·
Liberia ·
Libië ·
Liechtenstein ·
Litouwen ·
Malediven ·
Maleisië ·
Malta ·
Marokko ·
Mauritius ·
Moldavië ·
Myanmar ·
Nederland ·
Nepal ·
Nieuw-Zeeland ·
Nigeria ·
Noord-Korea ·
Oezbekistan ·
Oman ·
Oost-Timor ·
Pakistan ·
Palestina ·
Papoea-Nieuw-Guinea ·
Paraguay ·
Puerto Rico ·
Qatar ·
Saoedi-Arabië ·
Senegal ·
Singapore ·
Sri Lanka ·
Syrië ·
Taiwan ·
Tanzania ·
Thailand ·
Turkmenistan ·
Uruguay ·
Vanuatu ·
Verenigde Arabische Emiraten ·
Vietnam ·
Zimbabwe ·
Zuid-Jemen ·
Zuid-Korea ·
Zuid-Vietnam
KFA · A-internationals · Selecties · Bondscoaches · Zuid-Koreaans vrouwenelftal · Olympisch elftal · Zuid-Korea U21 · Zuid-Korea U20 · Zuid-Korea U19 · Zuid-Korea U18 · Zuid-Korea U17
1940 – 1949 ·
1950 – 1959 ·
1960 – 1969 ·
1970 – 1979 ·
1980 – 1989 ·
1990 – 1999 ·
2000 – 2009 ·
2010 – 2019 ·
2020 − 2029
WK 1954 · 
WK 1986 · 
WK 1990 · 
WK 1994 · 
WK 1998 · 
WK 2002 · 
WK 2006 · 
WK 2010 · 
WK 2014 · 
WK 2018
OS 1948 ·
OS 1964 ·
OS 1988 ·
OS 1992 ·
OS 1996 ·
OS 2000 ·
OS 2004 ·
OS 2008 ·
OS 2012 ·
OS 2016 ·
OS 2020
1948 ·
1949 ·
1950 · 
1951 · 1952 · 
1953 · 
1954 · 
1955 · 
1956 · 
1957 · 
1958 · 
1959 ·
1960 · 
1961 · 
1962 · 
1963 · 
1964 · 
1965 · 
1966 · 
1967 · 
1968 · 
1969 ·
1970 · 
1971 · 
1972 · 
1973 · 
1974 · 
1975 · 
1976 · 
1977 · 
1978 · 
1979 ·
1980 · 
1981 · 
1982 · 
1983 · 
1984 · 
1985 · 
1986 · 
1987 · 
1988 · 
1989 ·
1990 ·
1991 · 
1992 · 
1993 · 
1994 · 
1995 · 
1996 · 
1997 · 
1998 · 
1999 · 
2000 · 
2001 · 
2002 · 
2003 · 
2004 · 
2005 · 
2006 · 
2007 · 
2008 · 
2009 · 
2010 · 
2011 ·
2012 ·
2013 ·
2014 ·
2015 ·
2016 ·
2017 ·
2018 ·
2019 ·
2020 ·
2021 ·
2022 ·
2023 ·
2024
Afghanistan ·
Algerije ·
Angola ·
Argentinië ·
Australië ·
Bahrein ·
Bangladesh ·
België ·
Bolivia ·
Bosnië en Herzegovina ·
Brazilië ·
Brunei ·
Bulgarije ·
Burkina Faso ·
Cambodja ·
Canada ·
Chili ·
China ·
Colombia ·
Costa Rica ·
Cuba ·
Denemarken ·
Duitsland ·
Ecuador ·
Egypte ·
El Salvador ·
Engeland ·
Filipijnen ·
Finland ·
Frankrijk ·
Georgië ·
Ghana ·
Griekenland ·
Guam ·
Guatemala ·
Haïti ·
Honduras ·
Hongarije ·
Hongkong ·
IJsland ·
India ·
Indonesië ·
Irak ·
Iran ·
Israël ·
Italië ·
Ivoorkust ·
Jamaica ·
Japan ·
Jemen ·
Joegoslavië ·
Jordanië ·
Kameroen ·
Kazachstan ·
Kenia ·
Kirgizië ·
Koeweit ·
Kroatië ·
Laos ·
Letland ·
Libanon ·
Libië ·
Luxemburg ·
Macau ·
Malediven ·
Maleisië ·
Mali ·
Malta ·
Marokko ·
Mexico ·
Moldavië ·
Mongolië ·
Myanmar ·
Nederland ·
Nepal ·
Nieuw-Zeeland ·
Nigeria ·
Noord-Ierland ·
Noord-Korea ·
Noord-Macedonië ·
Noorwegen ·
Oekraïne ·
Oezbekistan ·
Oman ·
Pakistan ·
Palestina ·
Panama ·
Paraguay ·
Peru ·
Polen ·
Portugal ·
Qatar ·
Roemenië ·
Rusland ·
Saoedi-Arabië ·
Schotland ·
Senegal ·
Servië ·
Servië en Montenegro ·
Singapore ·
Slowakije ·
Soedan ·
Spanje ·
Sri Lanka ·
Syrië ·
Tadzjikistan ·
Taiwan ·
Thailand ·
Togo ·
Trinidad en Tobago ·
Tsjechië ·
Tunesië ·
Turkije ·
Turkmenistan ·
Uruguay ·
Venezuela ·
Verenigde Arabische Emiraten ·
Verenigde Staten ·
Vietnam ·
Wales ·
Wit-Rusland ·
Zambia ·
Zuid-Jemen ·
Zuid-Vietnam ·
Zweden ·
Zwitserland
Algerije (2014) · 
Australië (2015, 2) ·
België (2014) · 
Duitsland (2018) · 
Frankrijk (2006) · 
Griekenland (2010) ·
Mexico (2018) ·
Nigeria (2010) · 
Portugal (2022) · 
Rusland (2014) · 
Togo (2006) · 
Zweden (2018) ·
Zwitserland (2006)